# Charley Paddock
Charles William (Charley) Paddock (Gainesville (Texas), 11 augustus 1900 - Sitka (Alaska), 21 juli 1943) was een Amerikaanse atleet, die zich had toegelegd op de sprint. Hij nam deel aan drie Olympische Spelen en veroverde bij die gelegenheden in totaal twee gouden en twee zilveren medailles.

## Biografie
Nadat hij in het leger had gediend tijdens de Eerste Wereldoorlog, studeerde Paddock aan de University of Southern California. Daar werd hij lid van het atletiekteam, en hij bleek al snel een uitstekende sprinter te zijn. Hij won de 100 en 200 m tijdens het eerste grote sportevenement na de oorlog: de Intergeallieerde Spelen van 1919 in Parijs. Aan deze spelen namen soldaten mee van de verschillende geallieerde landen.
Een jaar later vertegenwoordigde Paddock zijn land tijdens de Olympische Spelen van 1920, die in Antwerpen werden gehouden. In België behaalde hij zijn grootste overwinningen, hij won de 100 m, werd tweede op de 200 m en won samen met het Amerikaanse team de 4 x 100 m estafette.
Paddock werd beroemd door zijn aparte stijl van finishen: aan het einde van de race sprong hij richting de eindstreep. Hij was voor het eerst in 1916 tijdens zijn hogeschooltijd in Pasadena met die stijl geconfronteerd. In een wedstrijd werd hij daar door een mededinger op deze manier verrast. Sindsdien was hij zich gaan trainen in deze techniek. En omdat hij er geregeld successen mee boekte, gingen anderen hem imiteren. Atleten en trainers bediscussieerden de voors en tegens ervan. Naarmate Paddock sneller liep, groeide het aantal voorstanders.
Op 23 april 1921 liep Paddock een wereldrecord op de 100 m in 10,4 s. Toen hij echter twee maanden later 10,2 liet klokken, werd dit niet als nieuwe wereldtijd erkend. Hij had die tijd namelijk laten noteren tijdens een 110 yd-race, wat 100,58 m is. Het duurde tot 1956, voordat het wereldrecord op de 100 m scherper kwam te staan dan die tijd van Paddock over 110 yd.
Naarmate Charley Paddock ouder en zwaarder werd, werd zijn geheime wapen minder efficiënt. Tijdens de Spelen van 1924 haalde hij bij zowel de 100 en de 200 m nog de finale. Daarin eindigde hij op de 100 m slechts als vijfde, maar wist hij uiteindelijk nog wel een zilveren medaille te winnen op de 200 m. Van het estafetteteam maakte hij geen deel meer uit. Ook nam hij nog deel aan de Olympische Spelen van 1928 in Amsterdam, maar haalde er niet de finale van de 200 m. Vervolgens stortte Paddock zich als journalist in de persbusiness en controleerde in de functie van vicevoorzitter en algemeen directeur weldra vier grote Californische bladen.
Eind jaren 1920 speelde Paddock in een aantal films. Tijdens de Tweede Wereldoorlog was hij persofficier van William Upshur, de bevelvoerende marinegeneraal in de Stille Oceaan. Hij overleed in 1943 bij een vliegtuigongeluk nabij Sitka in Alaska, waarvan de oorzaak nooit is opgehelderd.

## Titels
- Olympisch kampioen 100 m - 1920
- Olympisch kampioen 4 x 100 m - 1920
- Universitair kampioen 100 m - 1923
- Universitair kampioen 200 m - 1923
- Intergeallieerde Spelen kampioen 100 m - 1919
- Intergeallieerde Spelen kampioen 200 m - 1919
- Amerikaans kampioen 100 yd - 1921, 1924
- Amerikaans kampioen 200 yd - 1920, 1921, 1924

## Palmares

### 100 yd
- 1921:  Amerikaanse kamp. - 9,6 s
- 1924:  Amerikaanse kamp. - 9,6 s

### 100 m
- 1919:  Intergeallieerde Spelen - 10,8 s
- 1920:  OS - 10,8 s
- 1923:  International Universities Championships - 10,4 s
- 1924: 5e OS

### 200 m
- 1919:  Intergeallieerde Spelen - 21,6 s
- 1920:  OS - 22,0 s
- 1923:  International Universities Championships - 21,0 s
- 1924:  OS - 21,7 s
- 1928: 4e in ½ fin. OS - 22,1 s (in ¼ fin. 21,8 s)

### 220 yd
- 1920:  Amerikaanse kamp. - 21,4 s (rechte baan)
- 1921:  Amerikaanse kamp. - 21,8 s (rechte baan)
- 1924:  Amerikaanse kamp. - 20,8 s (rechte baan)

### 4 x 100 m
- 1920:  OS - 42,2 s (WR)

1896: Thomas Burke ·
1900: Francis Jarvis ·
1904: Archie Hahn ·
1908: Reggie Walker ·
1912: Ralph Craig ·
1920: Charley Paddock ·
1924: Harold Abrahams ·
1928: Percy Williams ·
1932: Eddie Tolan ·
1936: Jesse Owens ·
1948: Harrison Dillard ·
1952: Lindy Remigino ·
1956: Bobby Morrow ·
1960: Armin Hary ·
1964: Bob Hayes ·
1968: Jim Hines ·
1972: Valeri Borzov ·
1976: Hasely Crawford ·
1980: Allan Wells ·
1984: Carl Lewis ·
1988: Carl Lewis ·
1992: Linford Christie ·
1996: Donovan Bailey ·
2000: Maurice Green ·
2004: Justin Gatlin ·
2008: Usain Bolt ·
2012: Usain Bolt ·
2016: Usain Bolt ·
2020: Marcell Jacobs ·
2024: Noah Lyles
1912: Jacobs, Macintosh, d'Arcy, Applegarth ·
1920: Paddock, Scholz, Murchison, Kirksey ·
1924: Clarke, Hussey, Leconey, Murchison ·
1928: Wykoff, Quinn, Borah, Russell ·
1932: Kiesel, Toppino, Dyer, Wykoff ·
1936: Owens, Metcalfe, Draper, Wykoff ·
1948: Ewell, Wright, Dillard, Patton ·
1952: Smith, Dillard, Remigino, Stanfield ·
1956: Murchison, King, Baker, Morrow ·
1960: Cullmann, Hary, Mahlendorf, Lauer ·
1964: Drayton, Ashworth, Stebbins, Hayes ·
1968: Greene, Pender, Smith, Hines ·
1972: Black, Taylor, Tinker, Hart ·
1976: Glance, Jones, Hampton, Riddick ·
1980: Moeravjov, Sidorov, Prokofjev, Aksinin ·
1984: Graddy, Brown, Smith, Lewis ·
1988: Bryzgin, Krylov, Moeravjov, Savin ·
1992: Marsh, Burrell, Mitchell, Lewis ·
1996: Esmie, Gilbert, Surin, Bailey ·
2000: Drummond, Williams, Lewis, Greene ·
2004: Gardener, Campbell, Devonish, Lewis-Francis ·
2008: Bledman, Burns, Callender, Thompson ·
2012: Carter, Frater, Blake, Bolt ·
2016: Powell, Blake, Ashmeade, Bolt ·
2020: Desalu, Jacobs, Patta, Tortu ·
2024: Brown, Blake, Rodney, De Grasse
- Bibliothèque nationale de France: cb16629550j (data)
- Gemeinsame Normdatei: 1061853047
- World Athletics: 14561699
- International Standard Name Identifier: 0000 0001 0850 6100
- Library of Congress Control Number: no2010205134
- SNAC: w65t6c5q
- Virtual International Authority File: 316737881